# Matej Čurma
Matej Čurma (sinh 7 tháng 3 năm 1996) là một cầu thủ bóng đá Slovakia thi đấu cho MFK Ružomberok ở vị trí hậu vệ.

## Sự nghiệp câu lạc bộ
Čurma ra mắt tại Fortuna Liga cho MFK Ružomberok trước FK Železiarne Podbrezová ngày 19 tháng 5 năm 2017.